# Équipe de France masculine de handball au Championnat du monde 2011

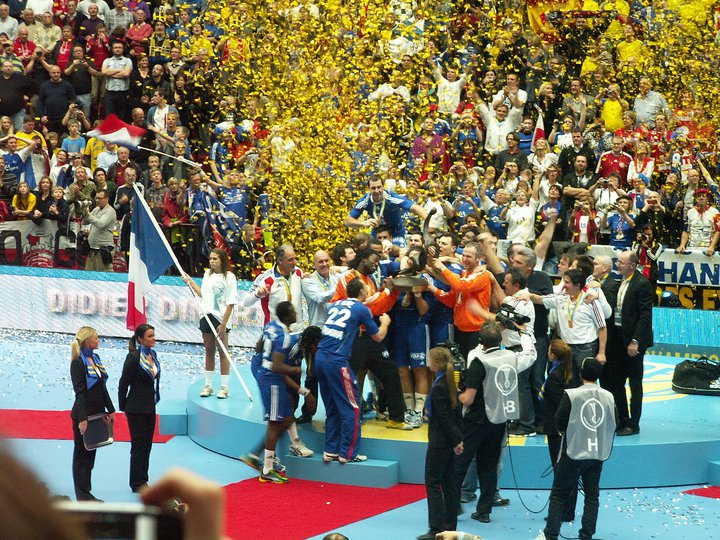
Les Français fêtent leur titre sur le podium.

Cet article décrit le parcours de l'équipe de France masculine de handball au Championnat du monde 2011 qui se tient en Suède du 13 au 30 janvier 2013. Il s'agit de sa 14e participation de la France à un Championnat du monde dont elle est tenant du titre.
La France a conservé son titre en gagnant ce championnat en finale contre l'équipe du Danemark, sur le score de 37 buts à 35 après prolongation (31-31 à la fin du temps réglementaire). Elle est devenue ainsi la troisième équipe à gagner deux championnats du monde consécutivement après la Suède et la Roumanie.

## Présentation

### Qualification
La France est directement qualifié en tant que tenant du titre.

### Phase de préparation
Les Experts se sont retrouvés le 2 janvier à Capbreton pour un stage de 6 jours. Ils ont ensuite participé au 24e tournoi de Paris Île-de-France :
- samedi 8 janvier 2011, 16h10, Paris-Bercy, France bat Argentine  : 30 – 27 (mi-temps : 15-13)[1] :
  - 14 000 spectateurs, Arbitres : Y. Coulibaly et M. Diabaté (Côte d'Ivoire)
  - Gardiens français : Thierry Omeyer 9/22 dt 1/3, Daouda Karaboué 10/24 dt 0/1
  - Buteurs français : Jérôme Fernandez 4/6, Didier Dinart 0/1, Xavier Barachet 1/2, Bertrand Gille 2/2, Guillaume Joli 5/5 dt 5/5 pen., Samuel Honrubia 4/5, Nikola Karabatic 5/10, William Accambray 2/4, Luc Abalo 4/8, Cédric Sorhaindo, Bertrand Roiné 0/2, Sébastien Bosquet 1/4, Sébastien Ostertag 1/3, Arnaud Bingo 1/1.
  - Gardiens argentins : Fernando Gabriel García 12/27 dt 0/2, Leonel Maciel 5/20 dt 0/3
  - Buteurs argentins : Federico Gastón Fernández 1/2, Federico Pizarro 2/5 dt 1/2, Simonet 3/9 dt 1/2, Portela 1/2, Andrés Kogovsek 4/4 dt 1/1, Canepa 3/4, Leonardo Facundo Querín, Federico Matías Vieyra 1/4, Ferro 4/4, Juan Pablo Fernández 1/2, Agustín Vidal 2/4, Gonzalo Carou 2/3, Migueles 2/5.
- dimanche 9 janvier 2011, 16h30, Paris-Bercy, France bat Croatie  : 28 – 27 (mi-temps : 12-13)[2] :
  - 11 000 spectateurs, Arbitres : Y. Coulibaly et M. Diabaté (Côte d'Ivoire)
  - Gardiens français : Thierry Omeyer 19/46 dt 0/3, Daouda Karaboué -
  - Buteurs français : Jérôme Fernandez 7/11 dt 4/4 pen., Didier Dinart 1/1, Xavier Barachet 2/3, Samuel Honrubia 5/7 dont 2/3 pen., Bertrand Gille 2/4, Guillaume Joli 2/3 dt 2/3 pen., Nikola Karabatic 3/6, William Accambray, Luc Abalo 3/4, Cédric Sorhaindo 1/1, Bertrand Roiné 0/5, Sébastien Bosquet 2/3, Arnaud Bingo 0/1.
  - Gardiens croates : Mirko Alilović 13/38 dt 0/5, Pezić 2/5 dt 2/5
  - Buteurs croates : Ivano Balić 2/9, Domagoj Duvnjak 1/9, Blaženko Lacković 6/8, Vedran Zrnić 6/8 dt 1/1 pen., Marko Kopljar 3/5, Igor Vori 1/2, Jakov Gojun, Jerko Matulić 1/1, Drago Vuković, Denis Buntić 0/1, Manuel Štrlek 5/5 dt 2/2 pen., Željko Musa, Ivan Ninčević 1/1.

L'équipe a enfin rejoint la Suède le 12 janvier.

### Effectif

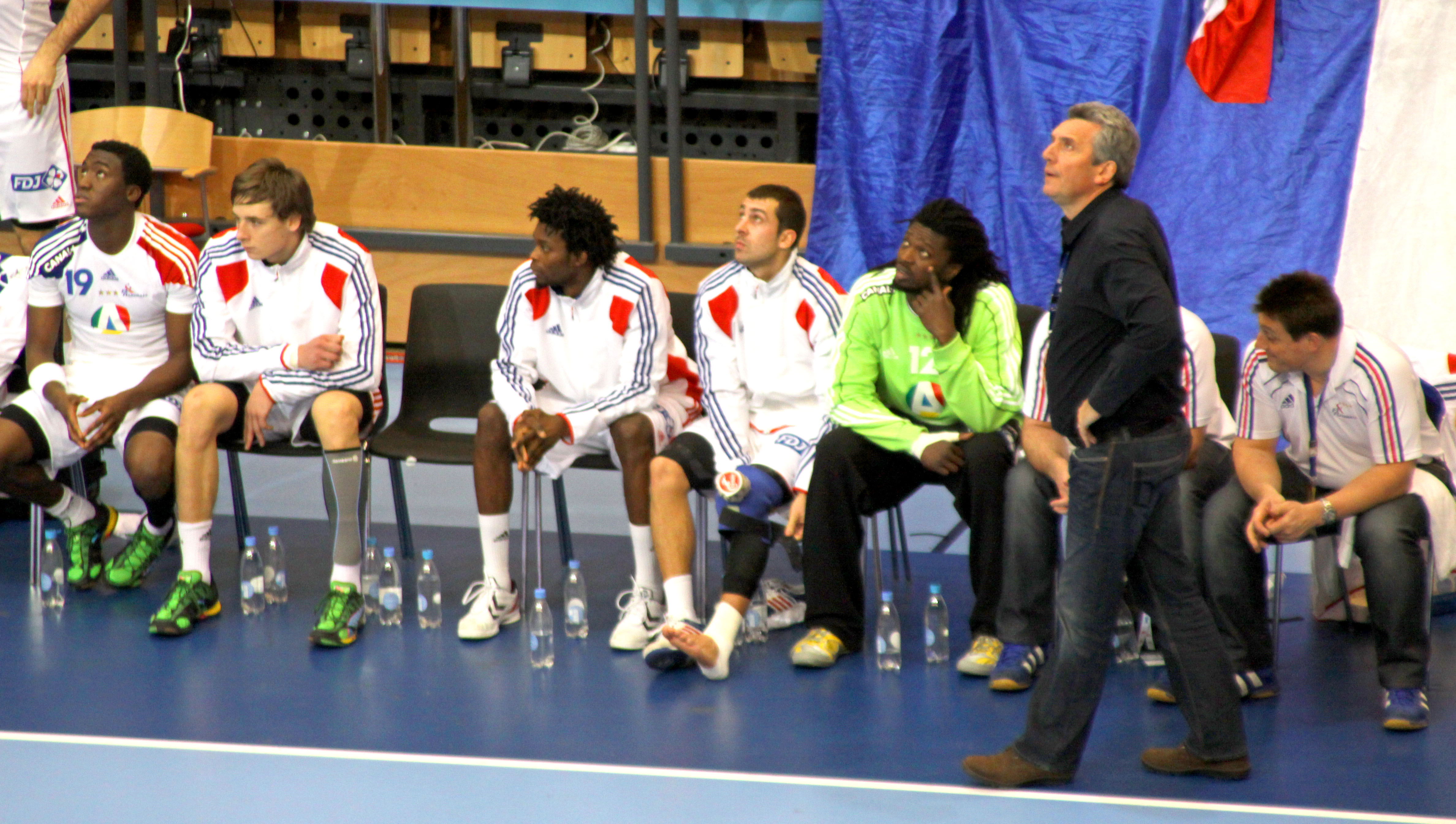
Claude Onesta et le banc français

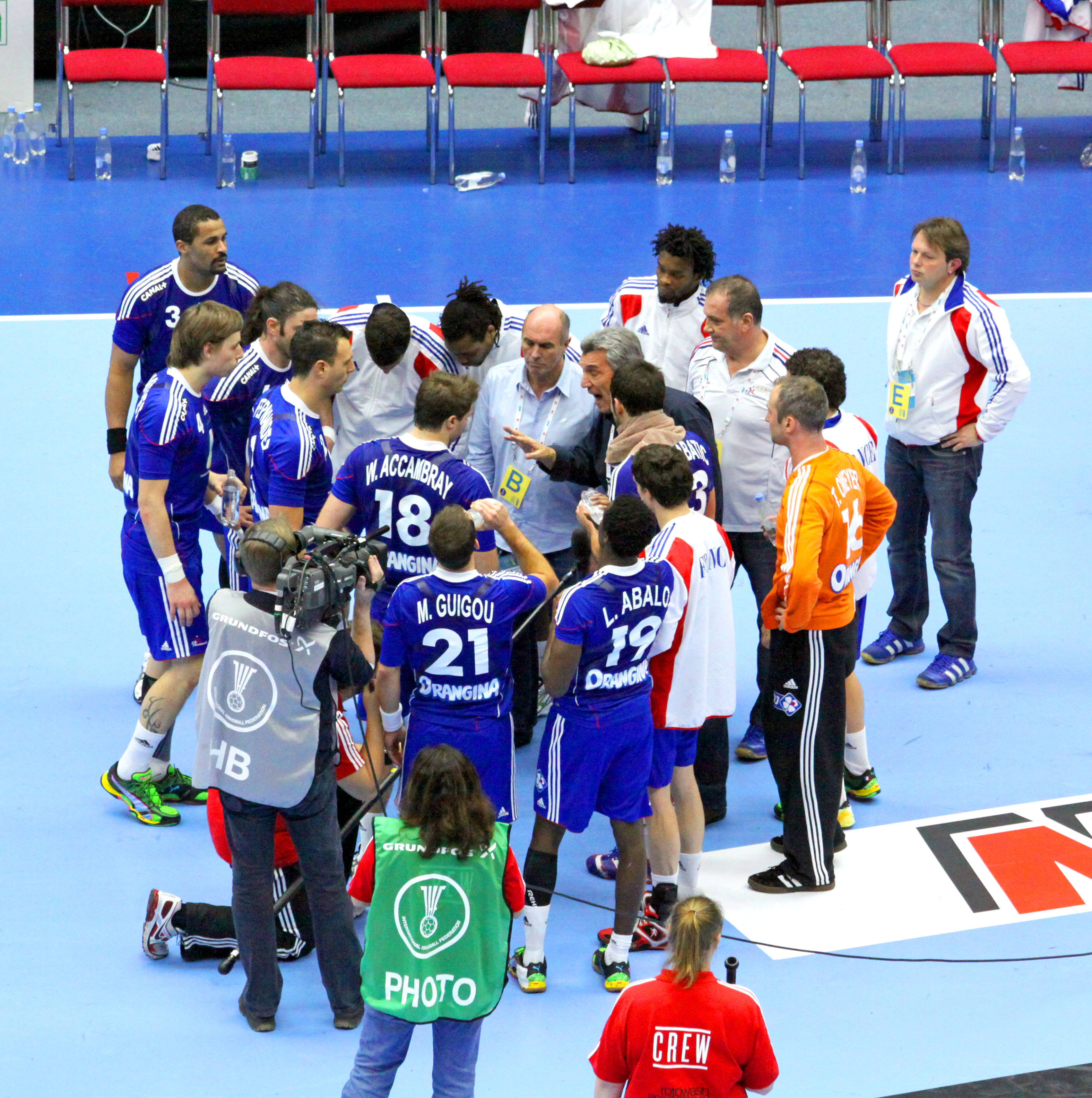
La France lors d'un temps-mort

Parmi les absents, trois joueurs ont dû déclarer forfait : Daniel Narcisse en convalescence d'une rupture des ligaments croisés contractée en août 2010, Guillaume Gille après une lésion du muscle long fibulaire contractée fin décembre et Sébastien Ostertag une blessure au mollet droit contractée lors des matchs de préparation. Quant à Michaël Guigou, une légère blessure a incité le staff à prendre deux autres ailiers gauches pour l'accompagner, Samuel Honrubia et Arnaud Bingo.
Enfin, le gardien Cyril Dumoulin, le pivot Grégoire Detrez et l'ailier Cédric Paty ont pris part à la préparation mais n'ont pas été retenus dans la sélection finale. Ces 3 joueurs font néanmoins partie de la liste des 28 joueurs annoncée en janvier dans laquelle le staff peut choisir à tout moment de la compétition en remplacement d'un joueur blessé (2 changements maximum).
Ainsi, lors du 3e match face au Bahreïn, Sébastien Bosquet s'est fait une grosse entorse à la cheville gauche et alors remplacé par Franck Junillon.

## Résultats

### Phase de groupe

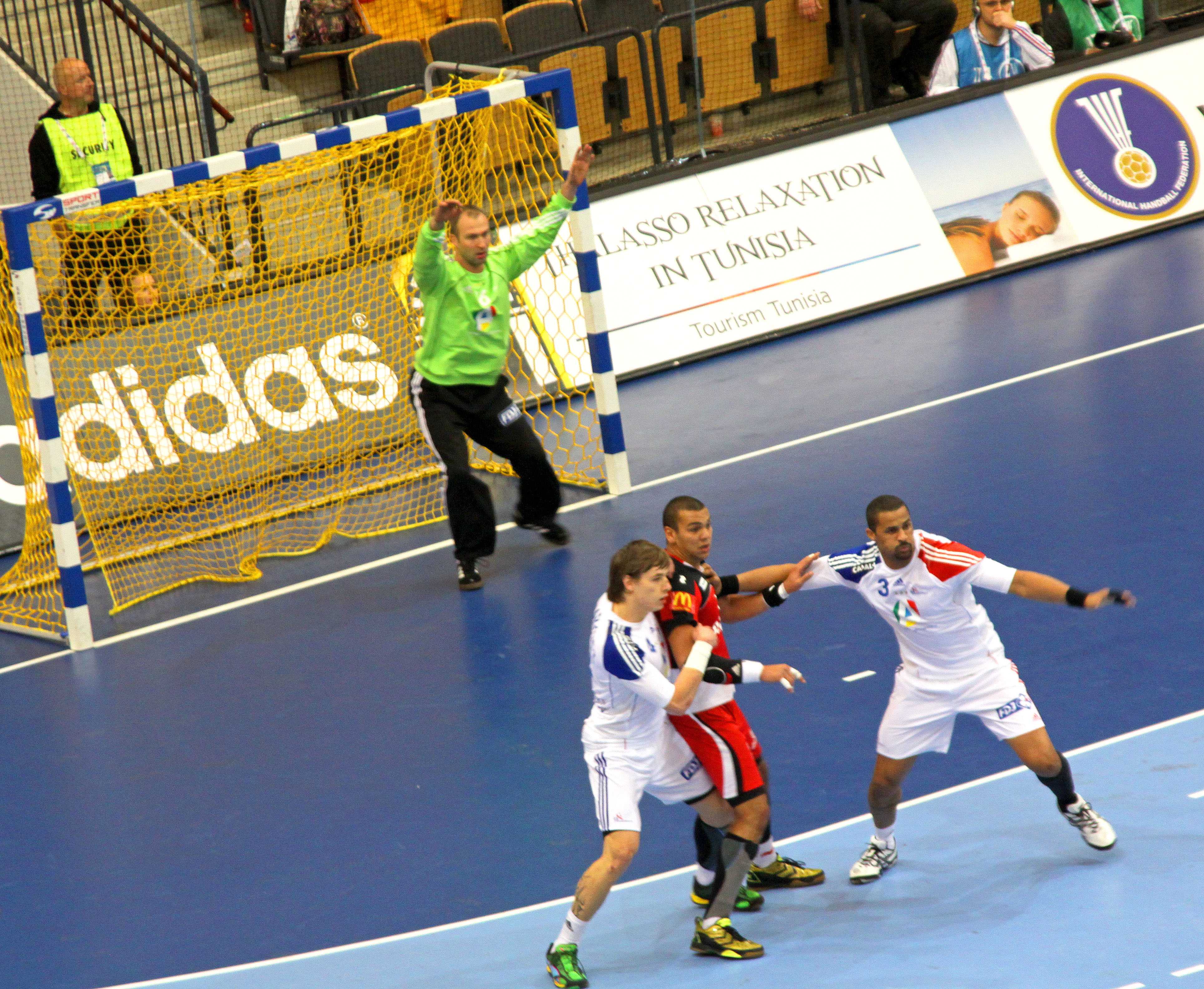
L'Égyptien Mamdouh est contrôlé par Barachet et Dinart.

Les Experts ont un début de compétition assez facile avec trois victoires contre la Tunisie (32 à 19), l'Égypte (28 à 19) et le Bahreïn (41 à 17). Toutefois, la France connait un premier problème d'effectif avec la blessure de Sébastien Bosquet dans les dernières minutes du match contre le Bahreïn. Bosquet est alors remplacé par Franck Junillon et l'équipe de France enchaine par une victoire sur l'Allemagne 30 à 23. Alors qu'elle est sur le point de faire un premier tour parfait, elle concède un match nul contre l'Espagne (28-28). Ces résultats lui permettent de se qualifier pour la phase principale avec une victoire et un match nul.
|  | Qualifiée pour le tour principal |  | Matchs de classement |

| Groupe A (Lund, Kristianstad) |           |     |   |   |   |   |     |     |      |          |
|                               | Équipe    | Pts | J | G | N | P | BP  | BC  | Diff | Dép      |
| 1                             | France    | 9   | 5 | 4 | 1 | 0 | 159 | 106 | 53   |          |
| 2                             | Espagne   | 9   | 5 | 4 | 1 | 0 | 139 | 110 | 29   |          |
| 3                             | Allemagne | 6   | 5 | 3 | 0 | 2 | 151 | 125 | 26   |          |
| 4                             | Égypte    | 2   | 5 | 1 | 0 | 4 | 115 | 139 | -24  | +3 (53b) |
| 5                             | Tunisie   | 2   | 5 | 1 | 0 | 4 | 114 | 137 | -23  | +3 (51b) |
| 6                             | Bahreïn   | 2   | 5 | 1 | 0 | 4 | 105 | 166 | -61  | -6       |

| 14 janvier 18h00 | France | 32 | 19 | Tunisie   |
| 16 janvier 18h45 | France | 28 | 19 | Égypte    |
| 17 janvier 20h30 | France | 41 | 17 | Bahreïn   |
| 19 janvier 18h15 | France | 30 | 23 | Allemagne |
| 20 janvier 20h45 | France | 28 | 28 | Espagne   |

| 14 janvier 2011 18 h 00 CET | France             | 32 - 19     | Tunisie           | Kristianstad Arena, Kristianstad Affluence : 2 500 Arbitrage : Olesen, Pedersen |
| 14 janvier 2011 18 h 00 CET | Nikola Karabatic 6 | (15 - 9)    | Heykel Megannem 6 | Kristianstad Arena, Kristianstad Affluence : 2 500 Arbitrage : Olesen, Pedersen |
| 14 janvier 2011 18 h 00 CET | ×1 ×4 ×1           | Rapport IHF | ×2 ×7             | Kristianstad Arena, Kristianstad Affluence : 2 500 Arbitrage : Olesen, Pedersen |

| 16 janvier 2011 18 h 45 CET | Égypte           | 19 - 28     | France           | Kristianstad Arena, Kristianstad Arbitrage : Abrahamsen, Kristiansen |
| 16 janvier 2011 18 h 45 CET | Ahmed El Ahmar 4 | (8 - 12)    | Michaël Guigou 5 | Kristianstad Arena, Kristianstad Arbitrage : Abrahamsen, Kristiansen |
| 16 janvier 2011 18 h 45 CET | ×3 ×5            | Rapport IHF | ×2 ×4            | Kristianstad Arena, Kristianstad Arbitrage : Abrahamsen, Kristiansen |

| 17 janvier 2011 20 h 30 CET | France            | 41 - 17     | Bahreïn            | Färs & Frosta Sparbank Arena, Lund Arbitrage : Al-Marzouqi, Al-Nuaimi |
| 17 janvier 2011 20 h 30 CET | Guillaume Joli 11 | (23 - 10)   | Husain Al Sayyad 3 | Färs & Frosta Sparbank Arena, Lund Arbitrage : Al-Marzouqi, Al-Nuaimi |
| 17 janvier 2011 20 h 30 CET | ×3                | Rapport IHF | ×2 ×1              | Färs & Frosta Sparbank Arena, Lund Arbitrage : Al-Marzouqi, Al-Nuaimi |

| 19 janvier 2011 18 h 15 CET | Allemagne       | 23 - 30     | France              | Kristianstad Arena, Kristianstad Affluence : 4 148 Arbitrage : Horáček, Novotný |
| 19 janvier 2011 18 h 15 CET | Lars Kaufmann 7 | (10 - 13)   | William Accambray 5 | Kristianstad Arena, Kristianstad Affluence : 4 148 Arbitrage : Horáček, Novotný |
| 19 janvier 2011 18 h 15 CET | ×3 ×5           | Rapport IHF | ×3 ×2               | Kristianstad Arena, Kristianstad Affluence : 4 148 Arbitrage : Horáček, Novotný |

| 20 janvier 2011 20 h 45 CET | France           | 28 - 28     | Espagne              | Kristianstad Arena, Kristianstad Affluence : 3 885 Arbitrage : Olesen, Pedersen |
| 20 janvier 2011 20 h 45 CET | Michaël Guigou 6 | (18 - 13)   | Alberto Entrerríos 7 | Kristianstad Arena, Kristianstad Affluence : 3 885 Arbitrage : Olesen, Pedersen |
| 20 janvier 2011 20 h 45 CET | ×4               | Rapport IHF | ×3 ×4                | Kristianstad Arena, Kristianstad Affluence : 3 885 Arbitrage : Olesen, Pedersen |

### Tour principal
Lors du tour principal, les Bleus affrontent lors de leur premier match la Hongrie qu'ils battent très facilement (37-24) puis se qualifient dès leur deuxième match, aux côtés de l'Espagne, en battant la Norvège 31-26. Dans un dernier match, presque sans enjeu, la France s'impose 34-28 face à l'Islande et assure la première place de sa poule.
| Tour principal I (Jönköping) |           |     |   |   |   |   |     |     |      |     |
|                              | Équipe    | Pts | J | G | N | P | BP  | BC  | Diff | Dép |
| 1                            | France    | 9   | 5 | 4 | 1 | 0 | 160 | 129 | 31   |     |
| 2                            | Espagne   | 9   | 5 | 4 | 1 | 0 | 148 | 127 | 21   |     |
| 3                            | Islande   | 4   | 5 | 2 | 0 | 3 | 137 | 141 | -4   | 6   |
| 4                            | Hongrie   | 4   | 5 | 2 | 0 | 3 | 127 | 147 | -20  | -6  |
| 5                            | Norvège   | 2   | 5 | 1 | 0 | 4 | 133 | 143 | -10  | 10  |
| 6                            | Allemagne | 2   | 5 | 1 | 0 | 4 | 124 | 142 | -18  | -10 |

| rappel du tour préliminaire |        |    |    |           |
| 19 janvier 18h15            | France | 30 | 23 | Allemagne |
| 20 janvier 20h45            | France | 28 | 28 | Espagne   |
| 22 janvier 20h45            | France | 37 | 24 | Hongrie   |
| 24 janvier 20h30            | France | 31 | 26 | Norvège   |
| 25 janvier 20h45            | France | 34 | 28 | Islande   |

| 22 janvier 2011 20 h 45 CET | France             | 37 - 24     | Hongrie        | Kinnarps Arena, Jönköping Affluence : 2 393 Arbitrage : Krstič, Ljubič |
| 22 janvier 2011 20 h 45 CET | Nikola Karabatic 7 | (18 - 13)   | Tamás Mocsai 7 | Kinnarps Arena, Jönköping Affluence : 2 393 Arbitrage : Krstič, Ljubič |
| 22 janvier 2011 20 h 45 CET | ×3 ×2              | Rapport IHF | ×3 ×4 ×1       | Kinnarps Arena, Jönköping Affluence : 2 393 Arbitrage : Krstič, Ljubič |

| 24 janvier 2011 20 h 30 CET | Norvège            | 26 - 31     | France                                         | Kinnarps Arena, Jönköping Affluence : 3 847 Arbitrage : Menezes, Pinto |
| 24 janvier 2011 20 h 30 CET | Espen Lie Hansen 8 | (14 - 17)   | Bertrand Gille, William Accambray, Luc Abalo 5 | Kinnarps Arena, Jönköping Affluence : 3 847 Arbitrage : Menezes, Pinto |
| 24 janvier 2011 20 h 30 CET | ×3 ×5              | Rapport IHF | ×2 ×1                                          | Kinnarps Arena, Jönköping Affluence : 3 847 Arbitrage : Menezes, Pinto |

| 25 janvier 2011 20 h 45 CET | France             | 34 - 28     | Islande               | Kinnarps Arena, Jönköping Affluence : 4 258 Arbitrage : Načevski, Nikolov |
| 25 janvier 2011 20 h 45 CET | Nikola Karabatic 7 | (16 - 13)   | Alexander Petersson 6 | Kinnarps Arena, Jönköping Affluence : 4 258 Arbitrage : Načevski, Nikolov |
| 25 janvier 2011 20 h 45 CET | ×3                 | Rapport IHF | ×4 ×5 ×1              | Kinnarps Arena, Jönköping Affluence : 4 258 Arbitrage : Načevski, Nikolov |

### Demi-finale

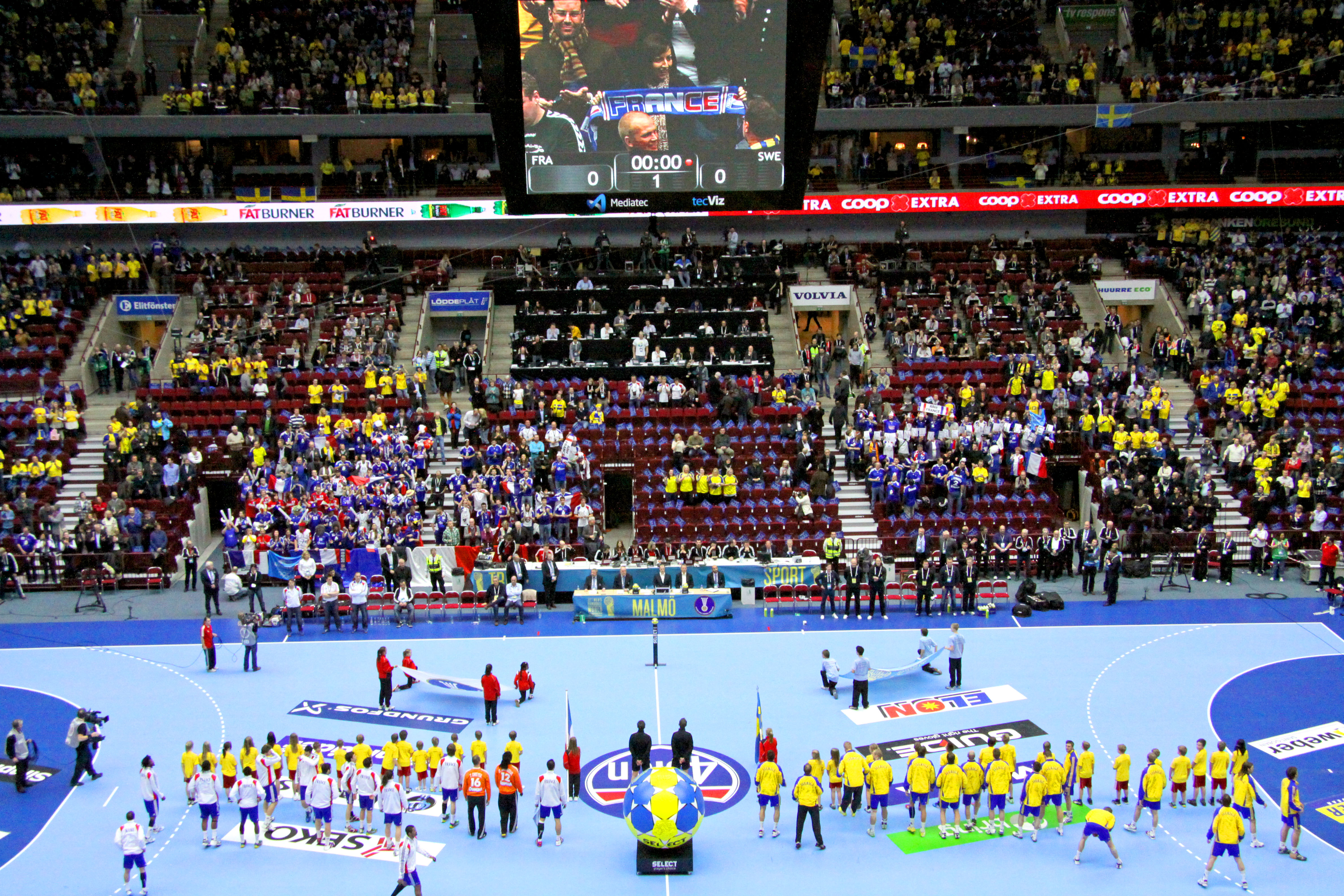
L'avant-match
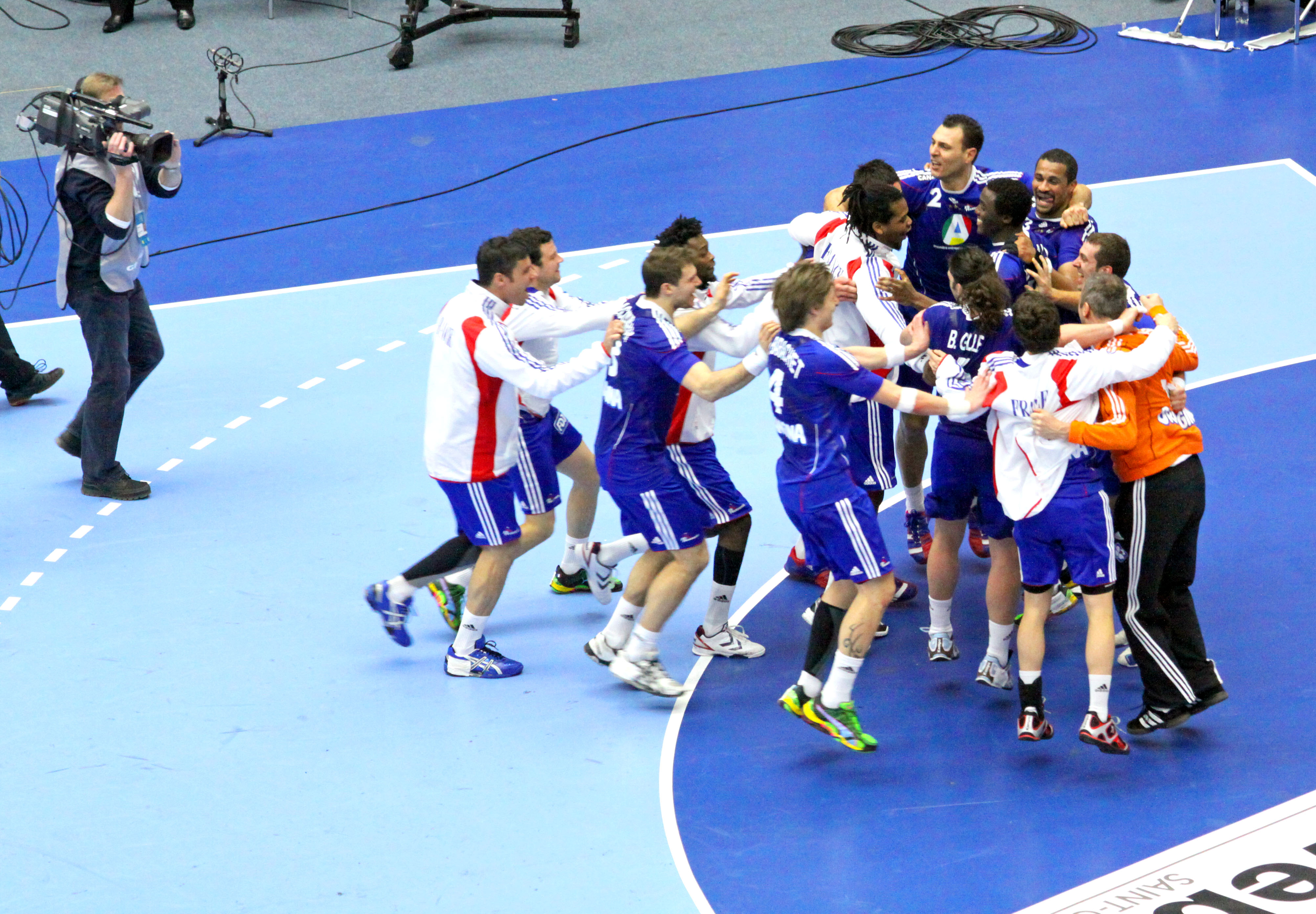
Les Bleus fêtent la victoire

En demi-finale, les Experts affrontent devant les 12 000 spectateurs de la Malmö Arena l'équipe de Suède, pays hôte de la compétition. Au terme d'un match maitrisé, grâce notamment à Bertrand Gille (8/8), Michaël Guigou (8/9) et Thierry Omeyer (38 % de tirs arrêtés), la France s'impose 29 à 26 et se qualifie pour sa deuxième finale mondiale consécutive.
| 28 janvier 2011 18 h 00 CET | France                           | 29 - 26                 | Suède           | Malmö Arena, Malmö Affluence : 11 477 Arbitrage : Geipel, Helbig |
| 28 janvier 2011 18 h 00 CET | Bertrand Gille, Michaël Guigou 8 | (15 - 12)               | Jonas Källman 6 | Malmö Arena, Malmö Affluence : 11 477 Arbitrage : Geipel, Helbig |
| 28 janvier 2011 18 h 00 CET | ×3 ×4                            | Rapport IHF CR Handzone | ×4              | Malmö Arena, Malmö Affluence : 11 477 Arbitrage : Geipel, Helbig |

### Finale
Dans une Malmö Arena de nouveau comble et acquise à la cause danoise - Malmö est à moins d'une heure de Copenhague - la France devient le 30 janvier 2011 la première équipe depuis la Roumanie en 1974 à conserver sa couronne mondiale et remporte sa quatrième compétition internationale majeure consécutive au terme d'un match très disputé. La première mi-temps se termine avec un écart de 3 buts (15-12) en faveur de la France. En 2e mi-temps, les Experts gèrent leur avance, mais les Danois ne plient pas et, par l'intermédiaire de Mikkel Hansen, reviennent grâce aux pertes de balle françaises et profitent aussi des arrêts de leur gardien Landin Jacobsen. À 3 secondes de la fin, les Danois parviennent à égaliser à 31-31 grâce à un but de Bo Spellerberg et arracher la prolongation.
En début de prolongation, sur un but de Michael Knudsen, le Danemark passe devant pour la première fois du match (33-32), mais les Experts passent ensuite un 4-1 grâce notamment à deux buts de Jérôme Fernandez (36-34). Si Mikkel Hansen permet aux Danois de revenir à un but, Guigou marque à la dernière seconde du match pour sceller le score à 37 à 35.
L'équipe de France obtient alors sa qualification pour le championnat d'Europe 2012, les Jeux olympiques de Londres et le championnat du monde 2013 où elle défendra ses titres.
| 30 janvier 2011 17h00 (UTC) | France              | 37-35 (ap)     | Danemark         | Malmö Arena, Malmö Affluence : 12 462 Arbitrage : López, Ramírez |
| 30 janvier 2011 17h00 (UTC) | Nikola Karabatic 10 | (15-12, 31-31) | Mikkel Hansen 10 | Malmö Arena, Malmö Affluence : 12 462 Arbitrage : López, Ramírez |
| 30 janvier 2011 17h00 (UTC) | Prol. : 3-2         |                |                  | Malmö Arena, Malmö Affluence : 12 462 Arbitrage : López, Ramírez |
| 30 janvier 2011 17h00 (UTC) | ×4                  | Rapport IHF    | ×4 ×5            | Malmö Arena, Malmö Affluence : 12 462 Arbitrage : López, Ramírez |

## Statistiques et récompenses

### Récompenses
Nikola Karabatic est élu meilleur joueur du championnat.
Thierry Omeyer et Bertrand Gille sont également élus dans l’équipe-type, respectivement au poste de gardien de but et de pivot.

### Buteurs
Avec 51 buts marqués, Nikola Karabatic termine 7e meilleur buteur de la compétition.
| Rang  | Joueur            | Tot. | Tirs | %      | Ch. | 7m | MJ | Moy. | Carton jaune | Suspension | Carton rouge | Temps de jeu    |
| ----- | ----------------- | ---- | ---- | ------ | --- | -- | -- | ---- | ------------ | ---------- | ------------ | --------------- |
| 1     | Nikola Karabatic  | 51   | 80   | 63,8   | 51  | 0  | 10 | 5,1  | 4            | 2          | 0            | 7 h 52 min 25 s |
| 2     | Michaël Guigou    | 36   | 48   | 75     | 19  | 17 | 10 | 3,6  | 0            | 0          | 0            | 5 h 14 min 13 s |
| 3     | William Accambray | 34   | 56   | 60,7   | 34  | 0  | 10 | 3,4  | 2            | 4          | 0            | 4 h 13 min 5 s  |
| 4     | Jérôme Fernandez  | 34   | 54   | 63     | 33  | 1  | 10 | 3,4  | 2            | 3          | 0            | 6 h 8 min 17 s  |
| 5     | Bertrand Gille    | 34   | 42   | 81     | 34  | 0  | 10 | 3,4  | 3            | 10         | 0            | 6 h 33 min 0 s  |
| 6     | Luc Abalo         | 33   | 53   | 62,3   | 33  | 0  | 10 | 3,3  | 2            | 0          | 0            | 7 h 14 min 48 s |
| 7     | Xavier Barachet   | 27   | 38   | 71,1   | 27  | 0  | 10 | 2,7  | 7            | 3          | 0            | 5 h 29 min 35 s |
| 8     | Guillaume Joli    | 22   | 29   | 75,9   | 12  | 10 | 10 | 2,2  | 1            | 0          | 0            | 2 h 45 min 52 s |
| 9     | Samuel Honrubia   | 16   | 26   | 61,5   | 15  | 1  | 10 | 1,6  | 0            | 0          | 0            | 3 h 56 min 39 s |
| 10    | Cédric Sorhaindo  | 13   | 21   | 61,9   | 13  | 0  | 10 | 1,3  | 2            | 4          | 0            | 2 h 8 min 23 s  |
| 11    | Arnaud Bingo      | 8    | 11   | 72,7   | 8   | 0  | 10 | 0,8  | 0            | 1          | 0            | 0 h 49 min 36 s |
| 12    | Bertrand Roiné    | 8    | 13   | 61,5   | 8   | 0  | 7  | 1,1  | 0            | 0          | 0            | 0 h 40 min 45 s |
| 13    | Sébastien Bosquet | 6    | 9    | 66,7   | 6   | 0  | 4  | 1,5  | 0            | 0          | 0            | 0 h 27 min 10 s |
| 14    | Franck Junillon   | 3    | 3    | 100    | 3   | 0  | 7  | 0,4  | 1            | 1          | 0            | 0 h 41 min 28 s |
| 15    | Didier Dinart     | 2    | 2    | 100    | 2   | 0  | 10 | 0,2  | 2            | 2          | 0            | 5 h 14 min 13 s |
| Total | Total             | 327  | 485  | 67,4 % | 298 | 29 | 10 | 32,7 | 29*          | 31*        | 0            | 10 h 0 min 0 s  |

* dont trois cartons jaunes et une suspension pour le banc de touche.

### Gardiens de but
Avec 47,5 % d’arrêts (56 arrêts sur 118 tirs), Daouda Karaboué est le meilleur gardien de la compétition. Avec 37,5 % d’arrêts (110 arrêts sur 293 tirs), Thierry Omeyer est classé 10e.
| Rang  | Nom             | %      | Arrêts | Tirs | MJ | Moy. | Temps de jeu    |
| ----- | --------------- | ------ | ------ | ---- | -- | ---- | --------------- |
| 1     | Daouda Karaboué | 47,5 % | 56     | 118  | 10 | 5,6  | 2 h 44 min 19 s |
| 2     | Thierry Omeyer  | 37,5 % | 110    | 293  | 10 | 11,0 | 7 h 25 min 40 s |
| Total | Total           | 40,4 % | 166    | 411  | 10 | 16,6 | 10 h 0 min 0 s  |

## Navigation